# 谷梅処

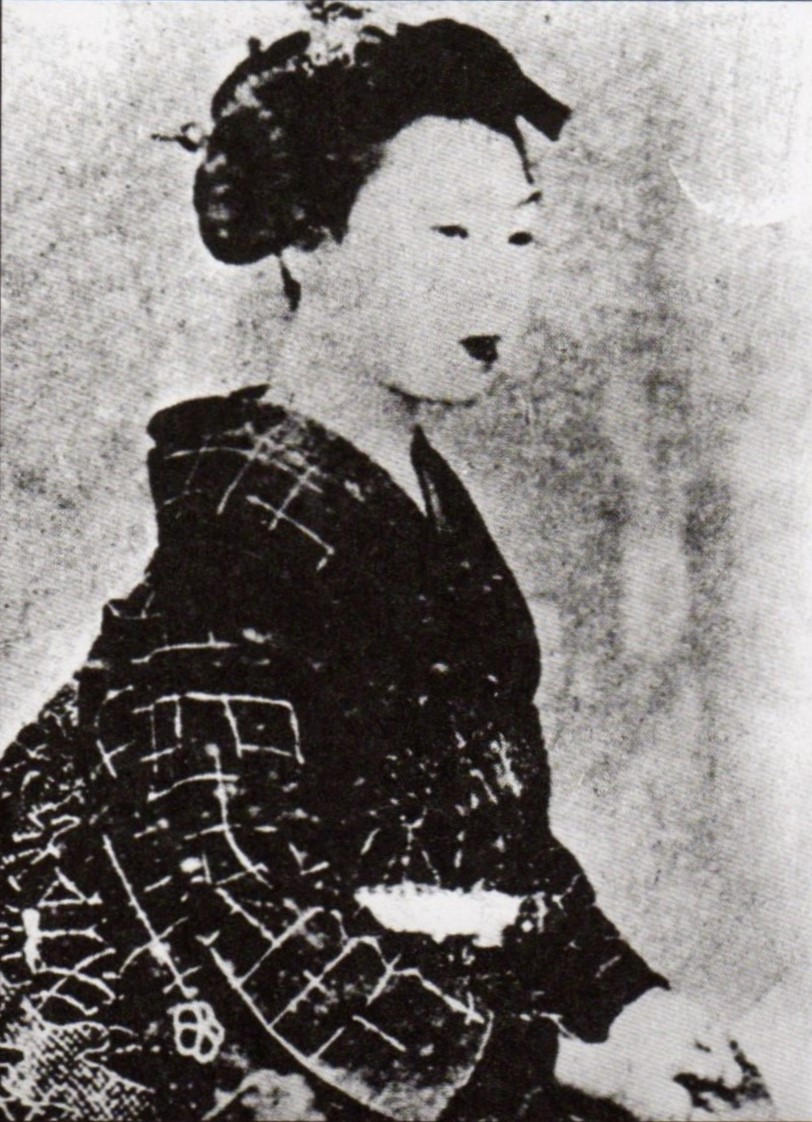
おうの

谷 梅処（たに ばいしょ、天保14年（1843年） - 明治42年（1909年）8月7日）は、幕末から明治時代を生きた尼。元は下関裏町の芸妓で源氏名は「此の糸（このいと）」。通称は「おうの」といい、高杉晋作の愛妾として知られる。

## 略伝
おうのの出自や晋作との出会いの経緯は不明だが、慶応元年（1865年）4月、晋作の四国亡命に同行者としておうのの名が見られる。おっとりとして従順な性質だったといい、以降、愛人として晋作と行動を共にする。病床にあった高杉の晩年、下関新地で野村望東尼と共に高杉の看病をして3人で住んでいた。おうのは望東尼を母のように慕い、尼の指示に従って高杉を看病した。望東尼が風邪を引いて寝込んだ時には3階に望東尼が、1階に高杉が寝て、2人が寝込んだまま歌と詩のやりとりをするので、おうのが足が疲れるほど階段を上ったり降りたりしたという。

### 晋作死後
晋作の死後、剃髪して「梅処」と号する。おうのは友人に、ある日婚礼があるからといって、むりやり荷物とともに馬に乗せられて吉田に連れてこられたと語ったといい、伊藤博文と井上馨が高杉の名誉のため、おうのが身持ちを崩さないよう無理矢理髪を切って墓守にさせたという説もある。維新後、戸籍が必要となったうのを、入江和作が養女とした。明治2年（1869年）、山縣有朋は洋行に際して吉田村の住居で晋作の墓所・清水山の麓にある無憐庵を梅処に贈る。晋作のもう一つの姓である「谷」を継ぎ、谷梅処となる。晋作の菩提を弔い、墓守として暮らした。

### 東行庵
明治8年（1875年）8月、梅処は上京して井上馨を訪ね、なかなか生活が立ち行かない事を相談した。井上は木戸孝允・山田顕義・山縣有朋・河瀬真孝・宍戸璣ら長州の同志に募り、月々の手当を受け取れるように取り計らった。明治14年（1881年）、功山寺に永平寺管長・久我環渓（くがかんけい）が訪れた際、正式に得度を受ける。明治17年（1884年）に山縣有朋・井上馨・伊藤博文・山田顕義の主唱により、1550円の募金を集めて東行庵が建立され、梅処に贈られた。般若心経しか知らなかったが、村人に三味線や踊りを教えたという。
明治42年（1909年）、脳溢血で67歳で死去。晋作との事を語る事はほとんど無かったが、晋作の顕彰碑が建てられる事を非常に楽しみにしており、死の数日前、一緒に建てられる福田侠平の碑が先についたため、梅処は「旦那のが来ない、旦那のが来ない」と毎日言っていたという。

### 死後
明治44年、井上馨の奔走で谷家を再興。以降、東行庵の庵主が谷姓を継いだ。梅処本人は没後、晋作の墓所のそばに葬られるつもりはなく、生前、吉田郊外の常関寺に墓碑を作っていた。しかし七回忌にあたり、村人が哀れんで梅処の墓を晋作の墓の側に移したという。
梅処が上京した際には高杉家に宿泊しており、親戚として晋作の正妻・雅子が守る高杉家と、梅処の谷家との交流は東行庵3代目・谷玉仙まで続いた。

## 登場作品
映画
- 『幕末青春グラフィティ Ronin 坂本竜馬』（1986年、演：浅野温子）

テレビドラマ
- 『奇兵隊』（1989年、NTV年末時代劇スペシャル、演：伊藤蘭）
- 『龍馬伝』（2010年、NHK大河ドラマ 演：中村ゆり）
- 『花神』（1977年、NHK大河ドラマ 演：秋吉久美子）

漫画
- 『お～い!竜馬』（原作：武田鉄矢、作画：小山ゆう）